# Cukrzyk
Cukrzyk (Coereba flaveola) – gatunek małego ptaka z rodziny tanagrowatych (Thraupidae). Występuje w tropikach Ameryki Południowej i Środkowej. Jest osiadły. Nie jest zagrożony wyginięciem.

## Systematyka
Takson ten przez niektóre ujęcia systematyczne bywał zaliczany do monotypowej rodziny Coerebidae. Wyróżniono ponad czterdzieści podgatunków C. flaveola. Jeden z nich występujący na wyspie Saint Vincent jest całkowicie czarny. Pod względem ubarwienia pojawiły się teorie, by podzielić go na kilka gatunków.  
- cukrzyk bahamski[4] (C. flaveola bahamensis) – Bahamy.
- C. flaveola caboti – wschodni Jukatan i pobliskie wyspy.
- cukrzyk bananowy[4] (C. flaveola flaveola) – Jamajka.
- C. flaveola sharpei – Kajmany.
- C. flaveola bananivora – Haiti i pobliskie wyspy.
- C. flaveola nectarea – Tortuga.
- C. flaveola portoricensis – Portoryko.
- C. flaveola sanctithomae – północne Wyspy Dziewicze.
- C. flaveola newtoni – Saint Croix.
- cukrzyk tropikalny[4] (C. flaveola bartholemica) – północne i środkowe Małe Antyle.
- C. flaveola martinicana –	Martynika i Saint Lucia.
- C. flaveola barbadensis –	Barbados.
- C. flaveola atrata – Saint Vincent.
- C. flaveola aterrima – Grenada i Grenadyny.
- C. flaveola uropygialis –	Aruba i Curaçao.
- C. flaveola tricolor – Wyspa Providencia.
- C. flaveola oblita – Wyspa San Andrés.
- C. flaveola mexicana – południowo-wschodni Meksyk do zachodniej Panamy.
- C. flaveola cerinoclunis – Wyspy Perłowe.
- C. flaveola columbiana – wschodnia Panama do południowo-zachodniej0 Kolumbii i południowej Wenezueli.
- C. flaveola bonairensis –	Bonaire.
- C. flaveola melanornis – wyspa Cayo Sal (na północ od Wenezueli).
- C. flaveola lowii – wyspa Los Roques (na północ od Wenezueli).
- C. flaveola ferryi – Tortuga.
- C. flaveola frailensis – wyspy Los Frailes i Los Hermanos (na północ od Wenezueli).
- C. flaveola laurae – Los Testigos.
- C. flaveola luteola – wybrzeża północnej Kolumbii i północnej Wenezueli, Trynidad i Tobago.
- C. flaveola obscura – północno-wschodnia Kolumbia i zachodnia Wenezuela.
- C. flaveola minima – wschodnia Kolumbia i południowa Wenezuela do Gujany Francuskiej i północno-środkowej Brazylii.
- C. flaveola montana – Andy w północno-zachodniej Wenezueli.
- C. flaveola caucae – zachodnia Kolumbia.
- C. flaveola gorgonae – Wyspa Gorgona (na zachód od Kolumbii).
- C. flaveola intermedia – południowo-zachodnia Kolumbia, zachodni Ekwador i północne Peru oraz na wschód do południowej Wenezueli i zachodniej Brazylii.
- C. flaveola bolivari – wschodnia Wenezuela.
- C. flaveola guianensis – południowo-wschodnia Wenezuela do Gujany.
- C. flaveola roraimae – południowo-wschodnia Wenezuela, południowo-zachodnia Gujana i północna Brazylia.
- C. flaveola pacifica – wschodnie Peru.
- C. flaveola magnirostris – północne Peru.
- C. flaveola dispar – północno-środkowe Peru do zachodniej Boliwii.
- C. flaveola chloropyga – wschodnio-środkowe Peru do centralnej Boliwii i na wschód do wschodniej Brazylii, północny Urugwaj, północno-wschodnia Argentyna i Paragwaj.
- C. flaveola alleni – wschodnia Boliwia do środkowej Brazylii.

## Morfologia i ekologia

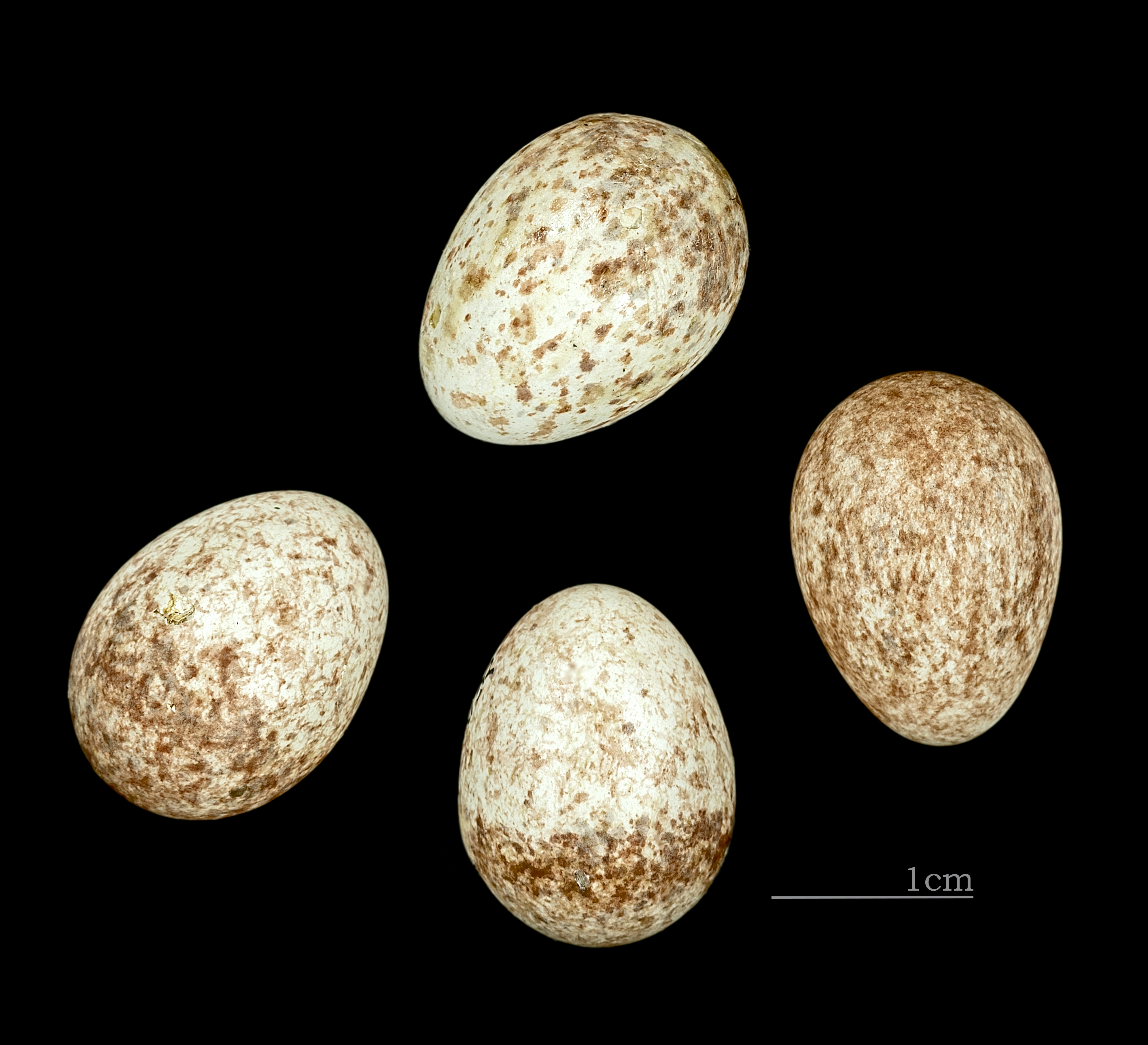
Jaja z kolekcji muzealnej

Długość ciała 10–11 cm, masa ciała 6,4–14,2 g. Ma zakrzywiony dziób, przystosowany do pobierania nektaru z kwiatów. W odróżnieniu od kolibrów nie potrafi zawisać w powietrzu; odwiedzając kwiat, zawsze przysiada. Poza nektarem odżywia się czasami owocami i owadami. Chętnie korzysta z wywieszonych dla kolibrów pojemniczków ze słodką wodą. Głęboko rowkowany język służy mu do wysysania nektaru. Przekłuwa dziobem kwiaty, czasami również owoce, wypijając ich sok. Zasiedla wszelkie środowiska z bujną roślinnością, także ogrody. Nieczęsto spotykany w wysokich lasach.
Na obszarze swojego występowania często odwiedza ludzkie siedziby i daje się łatwo oswoić. Obie płci są podobnie ubarwione. Zazwyczaj żyje pojedynczo lub parami, a pary utrzymują tylko luźny kontakt. Buduje w krzewie zamknięte gniazdo, często wykorzystuje je jako miejsce na nocleg. Samica sama wysiaduje 3–6 jaj. Pary śpią w osobnych gniazdach, ale grupy mogą czasami spać w jednym.

## Status
IUCN uznaje cukrzyka za gatunek najmniejszej troski (LC, Least Concern) nieprzerwanie od 1988 roku. Liczebność światowej populacji, według szacunków organizacji Partners in Flight z 2008 roku, mieści się w przedziale 5–50 milionów osobników. Trend liczebności populacji uznawany jest za stabilny.